# Villers-Saint-Paul
Pour les articles homonymes, voir Villers.
Villers-Saint-Paul est une commune française située dans le département de l'Oise, en région Hauts-de-France.

## Géographie

### Localisation et communes limitrophes
La commune est située dans le sud du département de l'Oise, sur la rive droite de l'Oise et sur la rive gauche de la Brêche, au pied du coteau boisé d'un plateau qui surplombe la ville de 80 m. Pour ce qui est du nombre d'habitants, Villers-Saint-Paul est à la fois la plus petite des quatre communes de la communauté de l'agglomération creilloise, et la quatrième commune des vingt-deux composant l'unité urbaine (ou agglomération au sens de l'Insee) de Creil totalisant 103 130 habitants en 2008,. La distance orthodromique avec la capitale, au sud, est de 49 km. Compiègne est éloigné de 28 km, et le chef-lieu de département Beauvais de 34 km. L'aéroport Roissy-Charles-de-Gaulle est situé à 34 km au sud. Parmi les cinq communes limitrophes, la continuité urbaine est établie avec Monchy-Saint-Éloi et Angicourt.
| Monchy-Saint-Éloi | Angicourt          | Rieux               |
|                   | Villers-Saint-Paul |                     |
| Nogent-sur-Oise   |                    | Verneuil-en-Halatte |

### Topographie
Le territoire communal est partagé en deux parties par les deux axes de communication majeurs qui le traversent parallèlement dans un sens nord-est - sud-ouest, à savoir la voie ferrée de Creil à Aulnoye-Aymeries et la voie express de la RD 200 Creil - Compiègne. Exception faite d'une cité ouvrière près de l'usine chimique, la ville se situe au nord de cette ligne, et s'étend en longueur d'est en ouest : son développement est limité au nord par le coteau abrupt déjà mentionné, qui est couvert par des surfaces agricoles. S'y situe le point culminant de la commune, à 117 m d'altitude, à la Croix-Méfroid, ancien calvaire dont ne subsiste que le socle. Le secteur au sud de la « ligne de partage » est essentiellement voué à l'industrie chimique, mais s'y trouve aussi la majeure partie du parc de la Brêche, parc paysager naturel aménagé le long du parcours final de la rivière avant son confluent avec l'Oise. Ce dernier est également situé sur le territoire communal, près de son extrémité sud. Le milieu de la rivière Oise correspond à la limite avec la commune de Verneuil-en-Halatte, avec laquelle aucun lien routier direct n'existe, alors que la limite avec Nogent-sur-Oise se situe à quelques centaines de mètres au-delà de la Brêche. Le point le plus bas de Villers-Saint-Paul est l'endroit où l'Oise quitte la commune pour Nogent-sur-Oise et Creil, à 26 m d'altitude.

### Géologie
Au sud de la zone habitée, voire à partir des dernières maisons avant la voie ferrée, le sol est constitué d'alluvions modernes : c'est la plaine alluviale de l'Oise, inondable, mais accueillant toutefois un vaste complexe d'industrie chimique. Le ruban le long de la rue principale de la ville, la rue Aristide-Briand (ancienne RD 200), constitue le noyau historique de la ville. Il est intéressant de constater que ce dernier s'est établi sur une zone où une strate géologique précise affleure le sol, le limon des pentes. Puis, sur le coteau du plateau, trois couches se succèdent, du bas vers le haut : sables de Cuise (Sparnacien) et calcaire lutétien (Lutétien inférieur puis supérieur). Le plateau lui-même est couvert de cailloutis des plateaux (Pliocène), et, au-delà d'une bonne centaine de mètres d'altitude, de limon des plateaux.

### Hydrographie

#### Réseau hydrographique
La commune est située dans le bassin Seine-Normandie. Elle est drainée par l'Oise et la Brèche,.
L'Oise prend sa source en Belgique, à 309 mètres d'altitude, dans l'ancienne commune de Forges et se jette dans la Seine à 20 mètres d'altitude, au Pointil en rive droite et en aval du centre de Conflans-Sainte-Honorine dans le département des Yvelines. D'une longueur 341 kilomètres, elle est presque entièrement navigable et bordée de canaux sur 104 kilomètres. 
La Brèche, d'une longueur de 45 km, prend sa source dans la commune de Reuil-sur-Brêche et se jette  dans l'Oise sur la commune, après avoir traversé 22 communes. Les caractéristiques hydrologiques de la Brêche sont données par la station hydrologique située sur la commune de Nogent-sur-Oise. Le débit moyen mensuel est de 2,19 m3/s. Le débit moyen journalier maximum est de 11,3 m3/s, atteint lors de la crue du 26 janvier 1995. Le débit instantané maximal est quant à lui de 14,4 m3/s, atteint le 1er janvier 1995.

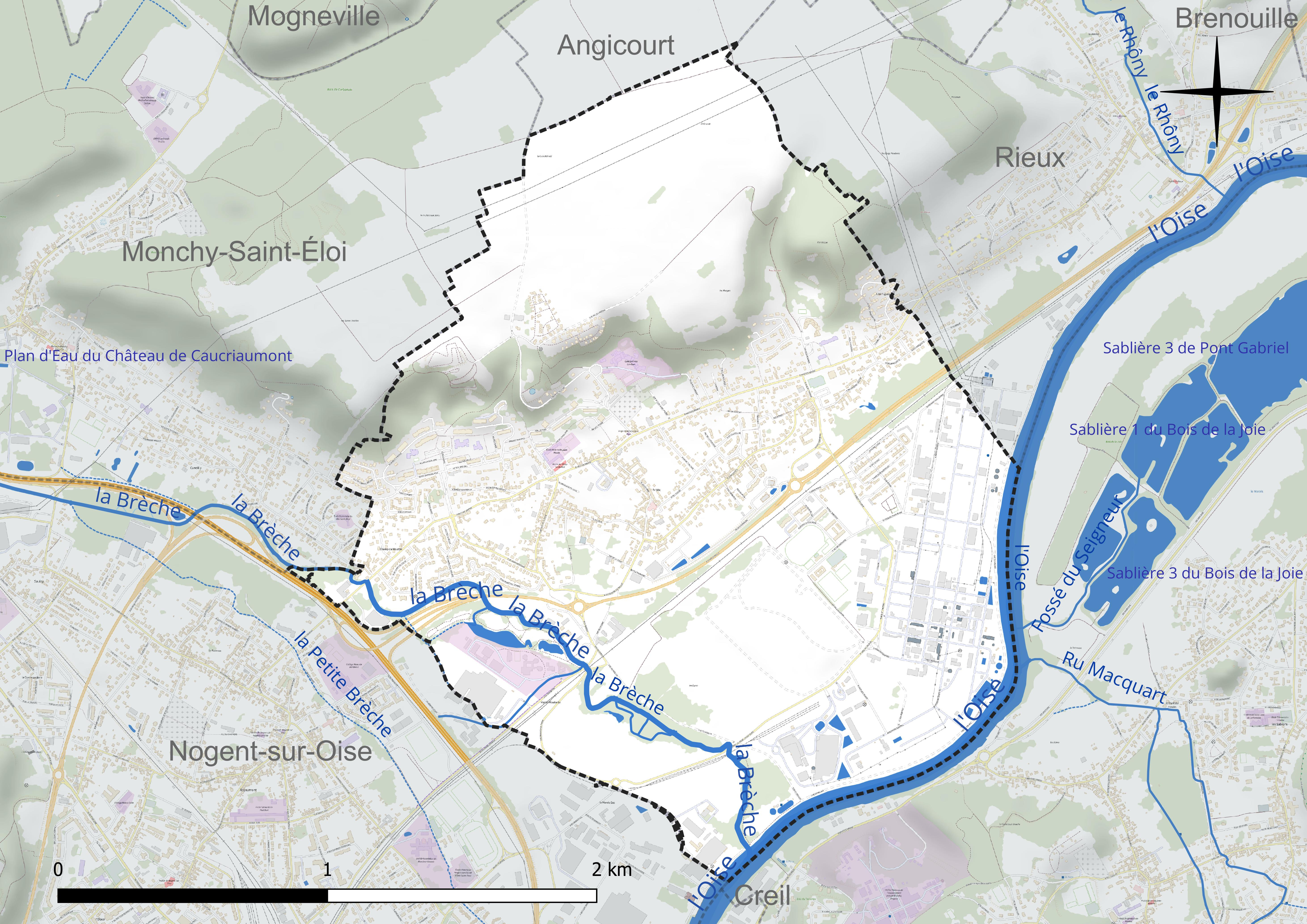
Réseau hydrographique de Villers-Saint-Paul.

#### Gestion et qualité des eaux
Le territoire communal est couvert par le schéma d'aménagement et de gestion des eaux (SAGE) « Sensée ». Ce document de planification concerne un territoire de 492 km2 de superficie, délimité par le bassin versant de la Brêche. Le périmètre a été arrêté le 9 février 2017 et le SAGE proprement dit a été approuvé le 25 novembre 2021. La structure porteuse de l'élaboration et de la mise en œuvre est le syndicat mixte du Bassin Versant de la Brèche (SMBVB). 
La qualité des cours d'eau peut être consultée sur un site dédié géré par les agences de l'eau et l'Agence française pour la biodiversité. 

### Climat
Pour des articles plus généraux, voir Climat des Hauts-de-France et Climat de l'Oise.
En 2010, le climat de la commune est de type climat océanique dégradé des plaines du Centre et du Nord, selon une étude du CNRS s'appuyant sur une série de données couvrant la période 1971-2000. En 2020, Météo-France publie une typologie des climats de la France métropolitaine dans laquelle la commune est dans une zone de transition entre le climat océanique et le climat océanique altéré et est dans la région climatique  Nord-est du bassin Parisien, caractérisée par un ensoleillement médiocre, une pluviométrie moyenne régulièrement répartie au cours de l'année et un hiver froid (3 °C). 
Pour la période 1971-2000, la température annuelle moyenne est de 10,9 °C, avec une amplitude thermique annuelle de 14,8 °C. Le cumul annuel moyen de précipitations est de 652 mm, avec 11,1 jours de précipitations en janvier et 8,2 jours en juillet. Pour la période 1991-2020, la température moyenne annuelle observée sur la station météorologique la plus proche, située sur la commune de Creil à 3 km à vol d'oiseau, est de 11,2 °C et le cumul annuel moyen de précipitations est de 662,2 mm,. Pour l'avenir, les paramètres climatiques de la commune estimés pour 2050 selon différents scénarios d'émission de gaz à effet de serre sont consultables sur un site dédié publié par Météo-France en novembre 2022.
| Mois                                  | jan.             | fév.             | mars             | avril         | mai                                       | juin           | jui.                                      | août           | sep.            | oct.          | nov.             | déc.             | année                                     |
| ------------------------------------- | ---------------- | ---------------- | ---------------- | ------------- | ----------------------------------------- | -------------- | ----------------------------------------- | -------------- | --------------- | ------------- | ---------------- | ---------------- | ----------------------------------------- |
| Température minimale moyenne (°C)     | 1,4              | 1,2              | 3,1              | 4,9           | 8,4                                       | 11,4           | 13,4                                      | 13,2           | 10,3            | 7,8           | 4,3              | 1,9              | 6,8                                       |
| Température moyenne (°C)              | 4,1              | 4,6              | 7,5              | 10,3          | 13,7                                      | 16,9           | 19,2                                      | 19             | 15,6            | 11,9          | 7,4              | 4,5              | 11,2                                      |
| Température maximale moyenne (°C)     | 6,8              | 8                | 12               | 15,6          | 19                                        | 22,4           | 24,9                                      | 24,8           | 20,9            | 15,9          | 10,5             | 7,2              | 15,7                                      |
| Record de froid (°C) date du record   | −21,6 17.01.1985 | −18,5 14.02.1956 | −11,4 08.03.1971 | −5,3 06.04.21 | −2,6 03.05.1981                           | 0,7 01.06.1975 | 3,5 01.07.1960                            | 3,2 01.08.1965 | −0,6 17.09.1971 | −5 28.10.03   | −11,3 24.11.1998 | −16,7 31.12.1970 | −21,6 1985                                |
| Record de chaleur (°C) date du record | 15,9 27.01.03    | 21,4 28.02.1960  | 25,4 31.03.21    | 28 20.04.18   | 31,7 07.05.1976                           | 36,4 27.06.11  | 41,6 25.07.19                             | 39,3 09.08.20  | 35,3 15.09.20   | 28,3 01.10.11 | 20,7 08.11.15    | 16,9 07.12.00    | 41,6 2019                                 |
| Ensoleillement (h)                    | 492              | 867              | 1 417            | 2 008         | erreur soleil-mai n'est pas un nombre (-) | 2 169          | erreur soleil-jul n'est pas un nombre (-) | 217            | 1 806           | 1 184         | 674              | 614              | erreur soleil-ann n'est pas un nombre (-) |
| Précipitations (mm)                   | 56,2             | 47,1             | 48,2             | 45,2          | 60                                        | 56             | 56                                        | 57,6           | 45              | 61,1          | 59,2             | 70,6             | 662,2                                     |

## Urbanisme

### Typologie
Au 1er janvier 2024, Villers-Saint-Paul est catégorisée grand centre urbain, selon la nouvelle grille communale de densité à sept niveaux définie par l'Insee en 2022.
Elle appartient à l'unité urbaine de Creil, une agglomération intra-départementale regroupant 23  communes, dont elle est une commune de la banlieue,,. Par ailleurs la commune fait partie de l'aire d'attraction de Paris, dont elle est une commune d'un pôle secondaire,. Cette aire regroupe 1 929 communes,.

### Occupation des sols
L'occupation des sols de la commune, telle qu'elle ressort de la base de données européenne d'occupation biophysique des sols Corine Land Cover (CLC), est marquée par l'importance des territoires artificialisés (51,7 % en 2018), en augmentation par rapport à 1990 (46,6 %). La répartition détaillée en 2018 est la suivante : 
zones urbanisées (29,3 %), zones industrielles ou commerciales et réseaux de communication (22,4 %), terres arables (18,1 %), milieux à végétation arbustive et/ou herbacée (12,3 %), forêts (10,5 %), zones agricoles hétérogènes (4,5 %), eaux continentales (2,8 %). L'évolution de l'occupation des sols de la commune et de ses infrastructures peut être observée sur les différentes représentations cartographiques du territoire : la carte de Cassini (XVIIIe siècle), la carte d'état-major (1820-1866) et les cartes ou photos aériennes de l'IGN pour la période actuelle (1950 à aujourd'hui).

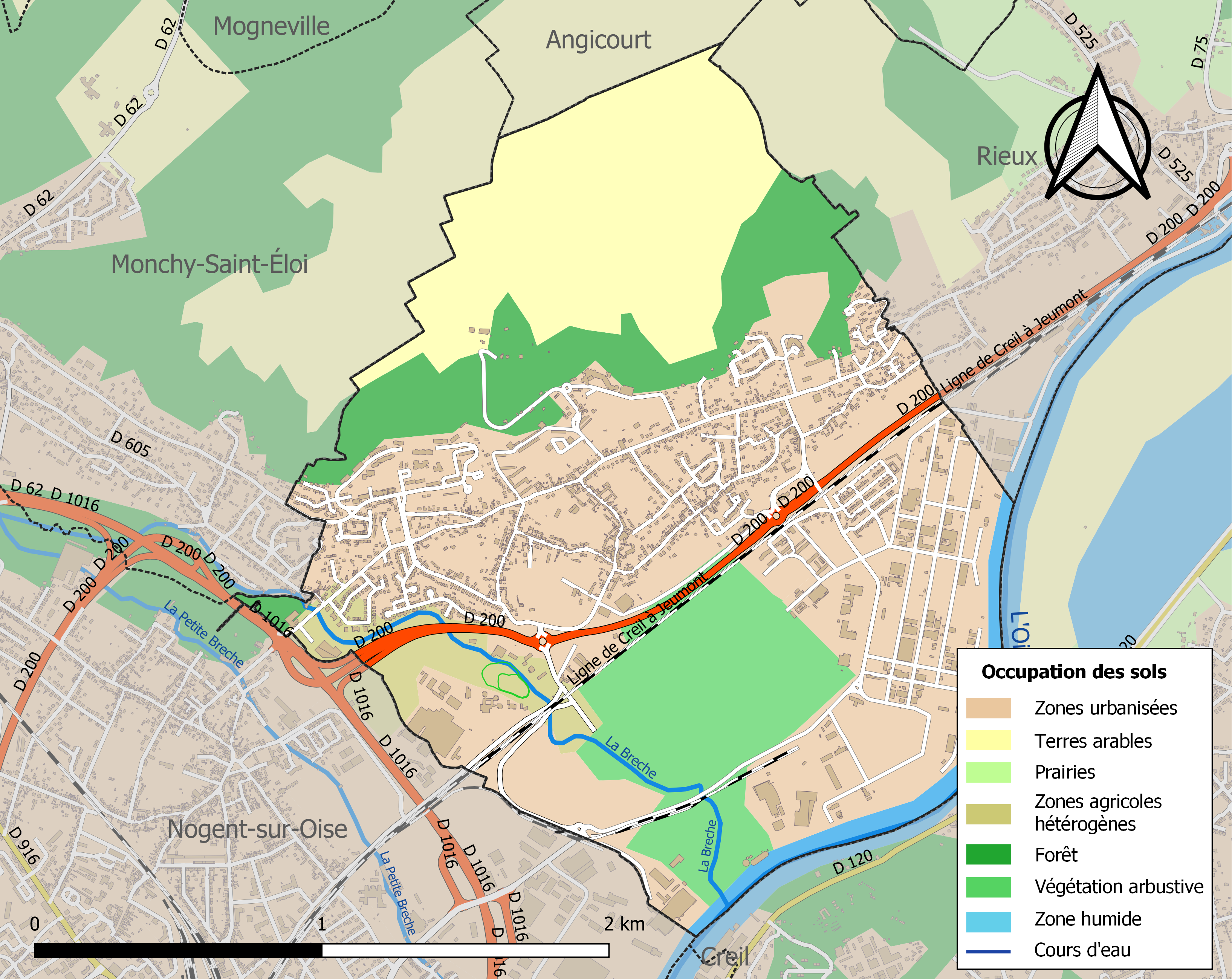
Carte des infrastructures et de l'occupation des sols de la commune en 2018 (CLC).

### Voies de communication et transports

#### Voies routières
L'unique route départementale est la RD 200, voie express reliant Montataire à Compiègne en passant près de Creil et Pont-Sainte-Maxence. Près de la limite de Villers-Saint-Paul avec Nogent-sur-Oise, se situe en outre un échangeur avec la RD 1016, l'ancienne route nationale 16, qui quant à elle relie Paris à Amiens et est également aménagée en voie rapide sur une grande partie de son parcours. La RD 200 est accessible moyennant deux ronds-points, l'un près de la halte SNCF et l'autre près des usines chimiques. La rue latérale au chemin de fer (rue du Grand-Pré / rue des Frères-Peraux) permet une liaison routière et cyclable vers Nogent-sur-Oise puis Creil. Sinon, Villers-Saint-Paul communique avec Monchy-Saint-Éloi à l'ouest et Rieux à l'est par les rues de la ville : ces trois localités se confondent aujourd'hui.

#### Transports ferroviaires
La halte SNCF de Villers-Saint-Paul se situe sur la ligne de Creil à Aulnoye-Aymeries. C'est aujourd'hui un point d'arrêt non géré, sans accueil des voyageurs, sans possibilité d'achat ou de validation de billets, et aux équipements rudimentaires. Ce point d'arrêt est desservi par des trains TER Hauts-de-France des relations C13 et C14 Compiègne - Creil - Paris-Nord. Du lundi au vendredi, s'y arrêtent huit trains pour Creil ou Paris, et neuf trains pour la direction de Compiègne, la fréquence étant réduite le week-end. Les trains permettent de rejoindre la capitale en 45 minutes, avec seulement trois arrêts intermédiaires.

#### Transports en commun
La commune est desservie par les lignes D et S3 du réseau urbain AXO. Les services de transport à la demande AXO+1 et AXO+4 complètent la desserte.
La commune est également desservie, en 2023, par les lignes 6210 et 6216 du réseau interurbain de l'Oise.

## Toponymie
Le nom de la localité est attesté sous les formes « hoc est villam quae dicitur Villaris cum omnibus ad eandem villam pertinentibus et est sita supra Isaram fluvium in comitatu silvanectensi » (1006) ; in ipsa villari potestate (vers 1050) ; de potestate que Villare dicitur (vers 1050) ; dominus de Villari sancti Pauli (1124) ; Villare (1144) ; Amelina de Villerio (1144) ; Vileirz (1161) ; Vilers (1161) ; Hugo de Vilerss (1162) ; apud Vileirs (1170) ; prioris de Villers (1189) ; apud Villers sancti Pauli (1193) ; Amalricus de vilers (vers 1200) ; et Amalrici militis de Vilers (1202) ; Simon de Villaribus (1202) ; Viliers (1209) ; Villare sancti Pauli (1219) ; Johannis de Vilers (1221) ; apud vilers sci pauli (1222) ; Galchero de vilers (1238) ; Johannis de Villaribus sancti Pauli (1239) ; Villers saint Pol (1240) ; de Villariis sancti Pauli (1243) ; Johannes de Villaribus sci pauli ballivus de Claromonte (1248) ; Simon de Villaribus (1249) ; Galcherus de villers sancti pauli (1252) ; de Villaribus sancti Pauli (1259) ; Gaucherus de villaribus sci pauli miles (1260) ; apud Villaria sancti pauli (1273) ; Vilers seint Pol (XIIIe) ; Villers saint paul (1360) ; Villers sainct Pol (1385) ; Villiers saint pol (1403) ; Villiers (XVe) ; villaige et terrouoir de Villers sainct pol (1506) ; Villers sainct paoul (1569) ; ecclesia de Villaribus sancti Pauli (XVIe) ; Villers Saint Paoul (1635) ; Viller S. Paul (1711) ; Villiers Saint Paul (1724) ; Vilers saint Paul (1765) ; Villers-Paul (1794) ; Villers-Saint-Paul (1840) ; in ipsa villari potestate (vers 1050) ; de potestate que Villare dicitur (vers 1050) ; dominus de Villari sancti Pauli (1124) ; Villare (1144) ; Amelina de Villerio (1144) ; Vileirz (1161) ; Vilers (1161) ; Hugo de Vilerss (1162) ; apud Vileirs (1170) ; prioris de Villers (1189) ; apud Villers sancti Pauli (1193) ; Amalricus de vilers (vers 1200) ; et Amalrici militis de Vilers (1202) ; Simon de Villaribus (1202) ; Viliers (1209) ; Villare sancti Pauli (1219) ; Johannis de Vilers (1221) ; apud vilers sci pauli (1222) ; Galchero de vilers (1238) ; Johannis de Villaribus sancti Pauli (1239) ; Villers saint Pol (1240) ; de Villariis sancti Pauli (1243) ; Johannes de Villaribus sci pauli ballivus de Claromonte (1248) ; Simon de Villaribus (1249) ; Galcherus de villers sancti pauli (1252) ; de Villaribus sancti Pauli (1259) ; Gaucherus de villaribus sci pauli miles (1260) ; apud Villaria sancti pauli (1273) ; Vilers seint Pol (XIIIe) ; Villers saint paul (1360) ; Villers sainct Pol (1385) ; Villiers saint pol (1403) ; Villiers (XVe) ; villaige et terrouoir de Villers sainct pol (1506) ; Villers sainct paoul (1569) ; ecclesia de Villaribus sancti Pauli (XVIe) ; Villers Saint Paoul (1635) ; Viller S. Paul (1711) ; Villiers Saint Paul (1724) ; Vilers saint Paul (1765) ; Villers-Paul (1794) ; Villers-Saint-Paul (1840).

Villers est un appellatif toponymique français et un patronyme qui procède généralement du gallo-roman villare, dérivé lui-même du gallo-roman villa « grand domaine rural », issu du latin villa rustica.
Saint-Paul est un hagiotoponyme.

## Histoire
Avant la Révolution française, Villers-Saint-Paul est le siège d'une seigneurie. Elle est détenue en 1764 par Henry-Gabriel de Béry, marquis d'Essertaux, seigneur d'Oresmaux, Jumelle, Treux, Villecourt et Villers-Saint-Paul, époux d'Anne Marie Claude de Berbier du Metz.

## Politique et administration

### Liste des maires
| Période                                  | Période      | Identité                          | Étiquette | Qualité                        |
| ---------------------------------------- | ------------ | --------------------------------- | --------- | ------------------------------ |
| Les données manquantes sont à compléter. |              |                                   |           |                                |
| mars 1856                                | juillet 1858 | Jean-Baptiste François Gaudelet   |           | Cultivateur propriétaire       |
| 1876                                     | 1881         | Étienne Desniers, Comte d'Archiac |           |                                |
| mars 1959                                | janvier 1969 | Gaston Le Pite                    |           |                                |
| janvier 1969                             | mars 1977    | Marcel Triboullet                 |           |                                |
| mars 1977                                | mai 1978     | Gilbert Morancay                  |           |                                |
| mai 1978                                 | mars 1989    | Marcel Triboullet                 |           |                                |
| mars 1989                                | En cours     | Gérard Weyn                       | PS        | Conseiller général (1998-2015) |

## Population et société

### Démographie

#### Évolution démographique
L'évolution du nombre d'habitants est connue à travers les recensements de la population effectués dans la commune depuis 1793. Pour les communes de moins de 10 000 habitants, une enquête de recensement portant sur toute la population est réalisée tous les cinq ans, les populations de référence des années intermédiaires étant quant à elles estimées par interpolation ou extrapolation. Pour la commune, le premier recensement exhaustif entrant dans le cadre du nouveau dispositif a été réalisé en 2007.

En 2022, la commune comptait 6 500 habitants, en évolution de +1,12 % par rapport à 2016 (Oise : +0,87 %, France hors Mayotte : +2,11 %).
| 1793 | 1800 | 1806 | 1821 | 1831 | 1836 | 1841 | 1846 | 1851 |
| ---- | ---- | ---- | ---- | ---- | ---- | ---- | ---- | ---- |
| 409  | 459  | 508  | 389  | 508  | 486  | 433  | 426  | 412  |

| 1856 | 1861 | 1866 | 1872 | 1876 | 1881 | 1886 | 1891 | 1896 |
| ---- | ---- | ---- | ---- | ---- | ---- | ---- | ---- | ---- |
| 427  | 485  | 560  | 551  | 580  | 563  | 604  | 609  | 665  |

| 1901 | 1906 | 1911 | 1921  | 1926  | 1931  | 1936  | 1946  | 1954  |
| ---- | ---- | ---- | ----- | ----- | ----- | ----- | ----- | ----- |
| 770  | 827  | 903  | 1 086 | 1 631 | 2 278 | 2 362 | 2 539 | 2 956 |

| 1962  | 1968  | 1975  | 1982  | 1990  | 1999  | 2006  | 2007  | 2012  |
| ----- | ----- | ----- | ----- | ----- | ----- | ----- | ----- | ----- |
| 3 541 | 3 935 | 5 072 | 5 545 | 5 384 | 5 944 | 5 873 | 5 864 | 6 378 |

| 2017  | 2022  | - | - | - | - | - | - | - |
| ----- | ----- | - | - | - | - | - | - | - |
| 6 422 | 6 500 | - | - | - | - | - | - | - |

#### Pyramide des âges
La population de la commune est relativement jeune.
En 2018, le taux de personnes d'un âge inférieur à 30 ans s'élève à 41,6 %, soit au-dessus de la moyenne départementale (37,3 %). À l'inverse, le taux de personnes d'âge supérieur à 60 ans est de 19,4 % la même année, alors qu'il est de 22,8 % au niveau départemental.
En 2018, la commune comptait 3 114 hommes pour 3 326 femmes, soit un taux de 51,65 % de femmes, légèrement supérieur au taux départemental (51,11 %).
Les pyramides des âges de la commune et du département s'établissent comme suit.
| Hommes | Classe d’âge | Femmes |
| ------ | ------------ | ------ |
| 0,2    | 90 ou +      | 0,5    |
| 4,5    | 75-89 ans    | 5,6    |
| 13,0   | 60-74 ans    | 14,7   |
| 18,5   | 45-59 ans    | 18,1   |
| 20,4   | 30-44 ans    | 21,1   |
| 16,6   | 15-29 ans    | 16,6   |
| 26,7   | 0-14 ans     | 23,4   |

| Hommes | Classe d’âge | Femmes |
| ------ | ------------ | ------ |
| 0,5    | 90 ou +      | 1,4    |
| 5,5    | 75-89 ans    | 7,6    |
| 15,6   | 60-74 ans    | 16,3   |
| 20,8   | 45-59 ans    | 20     |
| 19,4   | 30-44 ans    | 19,4   |
| 17,6   | 15-29 ans    | 16,2   |
| 20,6   | 0-14 ans     | 19,1   |

## Héraldique
| Sceau de Simon de Villers | Le sceau de Simon de Villers 1266 se blasonne ainsi : d'argent à la bande de sable chargée de trois fleurs de lys d'or. À droite, blasons des seigneurs Villers-Saint-Paul du XIIe au XVIIIe siècle. |  |

## Lieux et monuments

### Monuments historiques

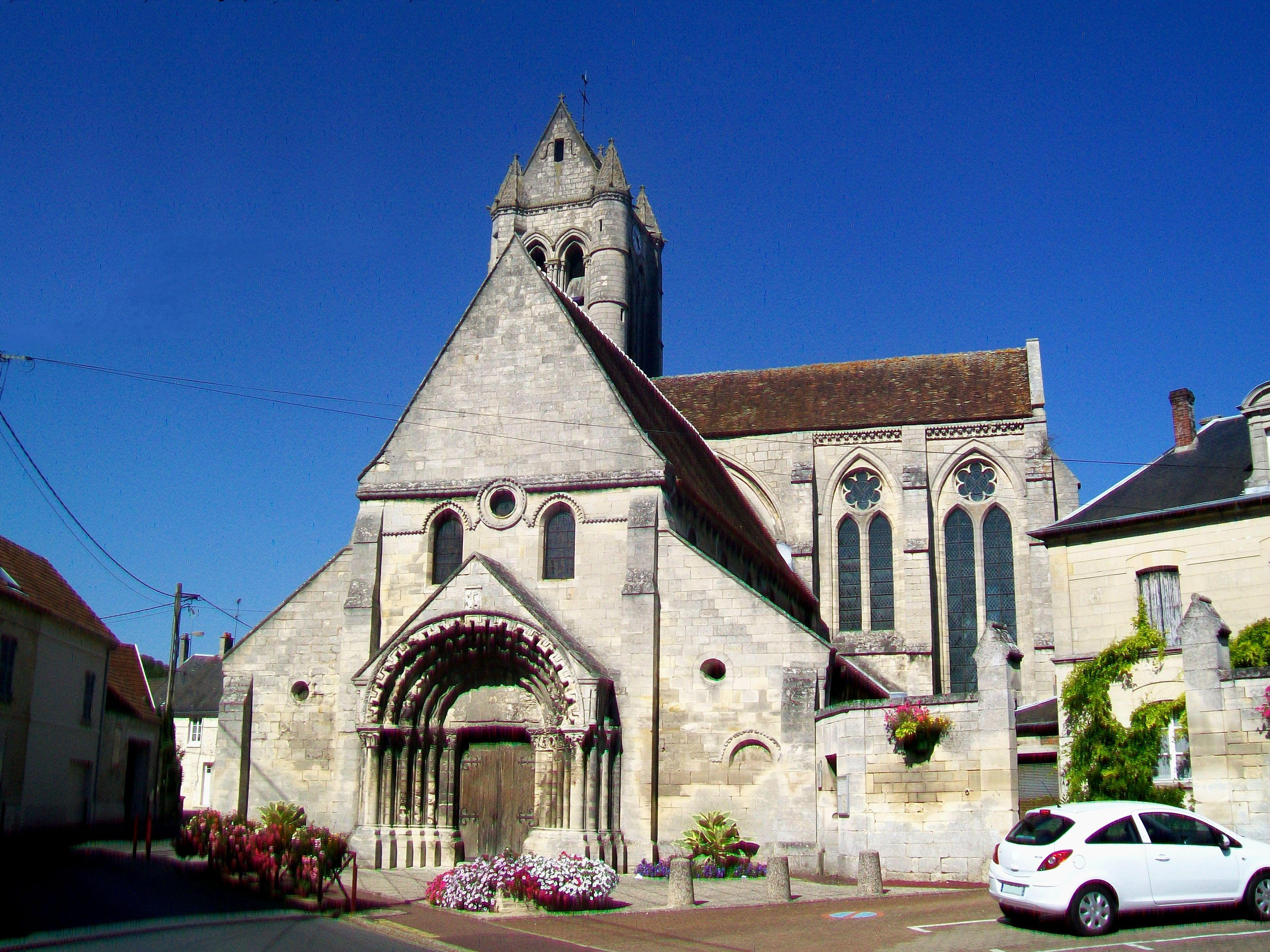
L'église Saint-Pierre-et-Saint-Paul.

Villers-Saint-Paul ne compte qu'un seul monument historique sur son territoire, un second ayant été détruit.
- Église Saint-Pierre-et-Saint-Paul (classée monument historique par liste de 1862[38]) : Sa nef et les bas-côtés sont romans et datent du premier quart du XIIe siècle, mais n'ont pas été achevés avant 1125. Le transept, le chœur au chevet plat et les absides de cette première église ont été remplacés par une construction dans le style de la transition roman-gothique environ un siècle plus tard. Ils sont voûtés d'ogives, mais présentent des corniches et cordons de goût roman. Le clocher au toit en bâtière provient de la même campagne de construction. Il est flanqué à trois angles par de puissants contreforts, et par une tourelle d'escalier au sud-est, convergeant sur quatre clochetons à six pans garnis d'écailles. Cette disposition est rare en union avec un toit en bâtière. Les deux étages sont de hauteur inégale : le premier comporte une fenêtre en tiers-point par face, encadrée par quatre colonnes de chaque côté, alors que le second étage comporte deux hautes baies géminées par face, encadrées par des minces colonnettes. L'église se singularise également par la position du clocher à gauche du chœur et donc à l'est du croisillon nord du transept, le clocher central étant la règle dans la région, ainsi que par la longueur inégale des bras du transept. Le croisillon sud est effectivement plus longue que celui du nord et porte sur deux travées, et il se prolonge vers l'est par deux chapelles latérales du chœur, communiquant entre elles. Le caractère élancé de l'ensemble du XIIe siècle, avec ses baies à deux ogives gémellées surmontées de rosaces, contraste avec les parties purement romanes de l'édifice. La nef n'a jamais été voûtée. Le grand arc plein cintre qui le subdivisait à mi-longueur a disparu. Il porte sur six travées, avec six arcades en arc brisé communiquant avec les bas-côtés, et six petites baies plein cintre en haut des façades latérales. Ces baies sont en majeure partie obturées par les toits des bas-côtés, qui ont été rehaussés, sans doute quand ils ont été couverts de voûtes en berceau. Les piliers des arcades de la nef sont parfaitement plates et sans ornements (exception faite des piliers du milieu, du fait de l'arc mentionné ci-dessus). Chacun est cantonné de deux colonnes aux chapiteaux aux motifs parfois archaïques, ce qui a suggéré a certains historiens que la nef daterait du XIe siècle. En réalité, la nef et ses chapiteaux sont une imitation de la première collégiale de Saint-Leu-d'Esserent de 1080, ce qui explique les anachronismes. Le portail occidental, sous un gable, impressionne par son archivolte à cinq arcades superposées, chacune décorée d'un motif différent (bâtons brisés en deux variations, tore, frette crénelée, rinceau de feuillages)[39].
- Château de Villers-Saint-Paul, dit également château de Nogent-les-Vierges ou château de Mortefontaine (inscrit monument historique par arrêté du 16 mai 1929[40]) : Malgré son inscription au titre des monuments historiques, ce château du XVIIIe siècle a été détruit en 1971. Parmi ses propriétaires célèbres, on note Antoine de Sartine (1729-1801), lieutenant général de police puis secrétaire d'État de la Marine, et le comte Étienne Maurice Gérard (1773-1852), maréchal de France et président du Conseil sous la monarchie de Juillet. Le domaine de Mortefontaine s'étendait sur une superficie de 40 ha au sud-ouest de la commune de Villers-Saint-Paul. Il était compris dans un périmètre formé par la ligne de chemin de fer, les actuelles rues Mortefontaine et de la Moulinière et une limite située au-delà de Villers-Saint-Paul, sur le territoire de la commune de Nogent-sur-Oise. Aujourd'hui, à Villers-Saint-Paul, une résidence pavillonnaire dénommée « Domaine du château » rappelle seule l'existence du château de Mortefontaine qui se situait à l'endroit où se trouve actuellement l'allée des Tulipes.

### Autres éléments du patrimoine
- Parc de la Brèche : il a été aménagé dans la propriété de l'ancien château de Villers-Saint-Paul, parfois appelé château de Mortefontaine, démoli en 1971. Le parc est irrigué par la Brèche qui se jette quelques centaines de mètres plus loin dans l'Oise. Il possède plusieurs aires de jeux, un parcours santé et un réseau ferrè de petits trains. Inauguré en 2004 et agrandi en 2014, le parcours comprend deux circuits distincts avec 13 aiguillages, une plaque tournante, cinq voies de garage et un pont métallique. L'association "Les Amis de la Vapeur de l'Oise (AVO)" organisent régulièrement des journées de circulation de petits trains. Ces journées sont une grande réussite populaire. Chaque année plus de 10 000 visiteurs sont aiguillés sans incident, ni déraillement à Villers-Saint-Paul.
- Ville fleurie : trois fleurs attribuées en 2007 par le Conseil des Villes et Villages Fleuris[41] de France au Concours des villes et villages fleuris[42].

## Personnalités liées à la commune
- Antoine de Sartine (1729-1801), le comte Étienne Maurice Gérard (1773-1852), maréchal de France et Président du Conseil sous la monarchie de Juillet.
- Émile Lambert, historien et linguiste né en 1890 à Cinqueux, directeur de l'école de Villers-Saint-Paul dont le collège porte aujourd'hui son nom, de 1924 à 1946.